# 隔川镇
隔川乡，是中华人民共和国福建省龙岩市连城县下辖的一个乡镇级行政单位。2021年5月24日，撤乡设镇。

## 行政区划
隔川乡下辖以下地区：
联益村、隔川村、朱余村、井坑村、竹叶山村、新营村、隔田村和松洋村。